# 전희주
전희주(1980년 11월 18일 ~ )는 대한민국의 배우다.

## 학력
- 숙명여자대학교 언론정보학과

## 연기 활동

### 드라마
- 2006년 SBS 금요드라마 《나도야 간다》 ... 정연 역
- 2007년 KBS1 TV소설 《아름다운 시절》 ... 최태희 역

### 영화
- 2002년 《연애소설》 ... 택시 손님 역
- 2004년 《령》 ... 오유정 역
- 2008년 《강철중: 공공의 적 1-1》 ... BMW여 역
- 2008년 《당신이 잠든 사이에》 ... 박 병장 역